# バージニア州の歴史
バージニア州の歴史（バージニアしゅうのれきし）では、現在のアメリカ合衆国バージニア州の地域に、数千年前インディアン部族が住み着いてからの歴史を概説する。

## 白人の入植
ヨーロッパ人による入植は、1607年にイギリス人移民がジェームズタウンを造ったときに始まった。奴隷の労働力を使って栽培されたタバコが利益の出る換金作物となり、北アメリカでも富裕で人口の多いイギリス植民地になっていった。
アメリカ独立戦争のときにイギリスから独立を勝ちとった13植民地の1つになった。他の12植民地よりも多くの国家指導者を輩出し、初期の大統領5人のうち4人、すなわち初代ワシントン、第3代ジェファーソン、第4代マディソンおよび第5代モンローがバージニア出身であった。
19世紀前半、バージニア公共事業局が有料道路、運河および鉄道といった輸送力の改善を計画し資金確保に貢献した。初期開拓履歴の違いのために地域格差が生じ、東部の権力や富に対して、西部の住民は自分達の要求が無視されていると感じるようになった。
奴隷制の問題がまだ歴史の浅い合衆国を2分したとき、バージニア州は1861年に合衆国から脱退することに躊躇していた。実際に脱退した後は、バージニアが南北戦争の主戦場になった。バージニア州西部の諸郡は東部と袂を分かち、ウエストバージニア州を作って1863年には公式に新しい州として、35番目に合衆国への加盟を認められた。
南北戦争の後は他の南部諸州と同様に農業不況を味わい再建のために苦しんだ。19世紀後半、紙巻きタバコに対する人気が上がり、タバコ生産業を賑わせることになった。アメリカ連合国に加わった他の南部諸州と同様、20世紀への変わり目までに黒人（黒人）を公共の場で分離し、基本的公民権を奪う法律を成立させた。南北戦争前の州債についてウエストバージニア州に割り当てられる分が1915年に合衆国最高裁判所で決定され、1939年までに支払われた。
第二次世界大戦に伴う経済的な刺激が新たに州の繁栄をもたらした。この時北バージニアでは、ノーフォークなど主要な海軍基地や工業経済の拠点が形成され、政府関係の仕事が増えた。
1950年代から1970年代にかけて、黒人の学校における人種分離廃止、公民権獲得の闘争および社会への一体化が大きな社会問題となった。バージニア州指導者の中には「大衆運動」を支持する者もいたが、最終的に公民権運動が勝った。1989年、ダグラス・ワイルダーが黒人としては合衆国でも初めて選挙で選ばれた州知事になった。1980年代までに北バージニアとハンプトン・ローズ地域は、連邦政府の部局や防衛関連産業に関連する雇用増や技術の高度化が幸いして大きな成長と繁栄を遂げた。
政治的には20世紀の大半、保守的な民主党の強い地盤であった。しかし、公民権運動の後で、多くの保守派が共和党に鞍替えし、特に20世紀最後の10年間、まず大統領選挙でさらに地域や州レベルの選挙でもこの傾向が強くなった。21世紀に入ると輸送需要に関わる資金が最も議論を呼ぶ単一問題となった。2007年時点で民主党のティム・ケイン知事は両院とも共和党が多数を占めるバージニア議会と交渉している。アメリカ合衆国議会においては、上院で2大政党が1議席ずつを占め、下院でも両党からの議員数が拮抗している。
2007年はジェームズタウンに初めてイギリス人が恒久的な植民地を開いてから400周年であった。ジェームズタウン2007と呼ばれる祭典は2006年に始まって18ヶ月間という長きにわたった。祭りの催しではバージニアの歴史に対するインディアン、ヨーロッパ人およびアフリカ人の貢献を祝した。イギリス女王エリザベス2世と夫のエディンバラ公フィリップがバージニアを訪れ1957年に350周年を祝ったときの再現をした。

## インディアン部族

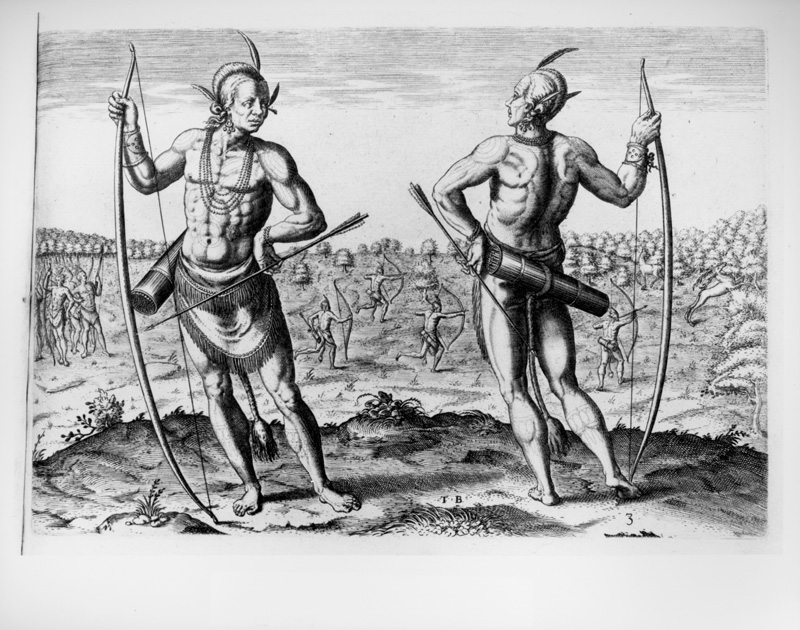
バージニアのインディアン酋長

バージニアとされる新世界の地域には、少なくとも3,000年前から多くのインディアンが住んでいた。人類学者ヘレン・ラウントリーなどによる考古学的また歴史的調査によってこのことが解明されてきた。
16世紀の終わり、バージニアに住んでいたインディアンには、チェロキー族、チェスピアン族、チカホミニー族、マッタポニ族、メヘリン族、モナカン族、ナンスモンド族、ノットウェイ族、パムンキー族、ポヒック族、ポウハタン族、ラッパハンノック族、サポニ族、およびタスカローラ族が含まれていた。インディアンたちはその言語の違いによって3つのグループに分けられる。最大のグループはアルゴンキン語族と呼ばれ10,000人以上がいた。他のグループはイロコイ族（2,500人）およびスー族である。
1607年に最初のイギリス人がジェームズタウンを訪れたとき、瀑布線から東のバージニアはアルゴンキン語族が支配していた。ほとんど全ての者はポウハタン連邦と歴史上呼ばれるものに統一されていた。研究者ラウントリーはその政治構造をより正確に表現するために帝国という言葉を使った。16世紀末から17世紀初めにかけて、ワフンスナコックという酋長が約30の種族を征服あるいは仲間につけてこの強大な帝国を作り上げ、東部バージニアの大半を領土とした。ワフンスナコックはこの地域を「テナコマカー」（人口の密集した土地）と呼んだ。ワフンスナコックはポウハタン酋長とも呼ばれた。帝国の存在はモナカン族のような他のインディアン部族によって周期的に脅かされていた幾つかの種族には利点があった。
インディアンはイギリス人とは異なる文化を持っていた。イギリス人との交渉でうまくいったものもあったが、土地の所有と支配および民族間の信頼関係が大きな紛争の種になった。バージニアではほぼ3年周期で干ばつがあった。開拓者はインディアンが苦況にあるときに食べていく備えがないことを理解できなかった。1612年以降、開拓者は土地を切り拓きその重要な換金作物である輸出用のタバコを栽培した。タバコは栄養を必要とする作物であり、数年もすると土地を休ませる必要があったので、常に代わりの土地が必要とされた。このことはインディアンが穀物食料を補うために行う狩りのための森林地帯を減らすことになった。開拓者の数が増えるに連れて、さらに土地が必要とされた。
インディアンは開拓者がじわじわとその土地を拡げてくることに対して戦おうとした。ポウハタン酋長の死後に跡を継いだ弟オペチャンカナウ酋長の指導で行われた1622年のインディアンによる虐殺、および1644年の同様なことが大きな衝突となった。17世紀中頃までにポウハタン族は著しく衰退した。ヨーロッパの開拓者はその開拓地を拡げ、実質的に瀑布線から東の土地を全て支配した。ほんの50年前のこの地域は強力なポウハタン連邦の帝国であった。

## 植民地時代

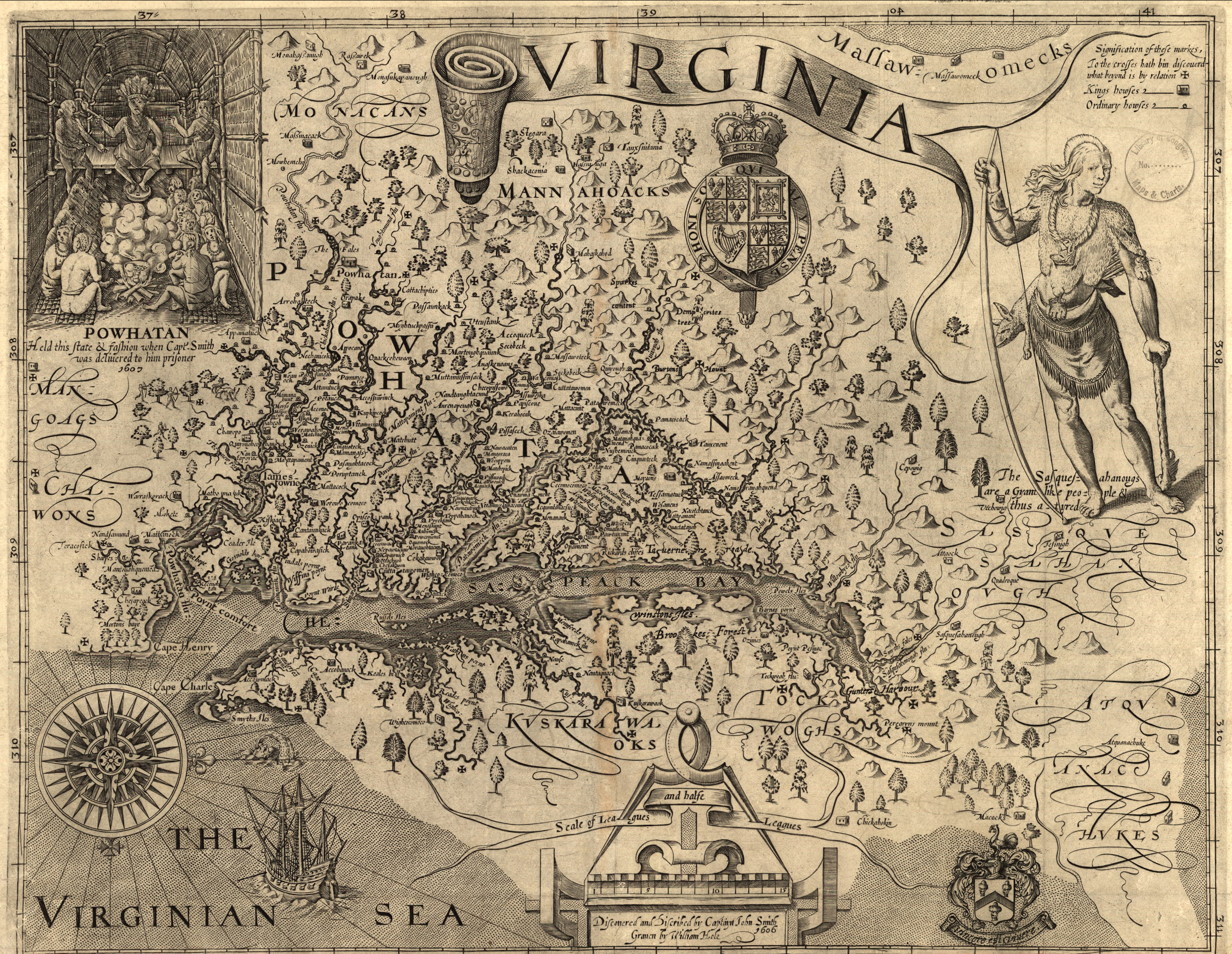
ジョン・スミスが出版したバージニアの地図 (1612年)

15世紀に新世界が発見された後、ヨーロッパ各国は新世界に植民地を建設しようとした。その中でもイギリス、オランダ、フランス、ポルトガルおよびスペインが最も活動的であった。
イギリスが北アメリカで活動を始めたとき、女王エリザベス1世（結婚することがなかったので「バージン・クィーン」として知られた）に因んだ「バージニア」という名前が、1584年にウォルター・ローリーの北アメリカ海岸遠征隊によって探検された地域一帯に名付けられた。当初はノースカロライナからメインまでの海岸とカナダ近海までが含まれていた。
現在のバージニアとして知られるより小さな地域には、スペインがまず植民地を造ろうと試み失敗した。36年以上の後、同じ地域の沼地や蚊の多い島にイギリス人が最初の恒久的植民地を建設し、国王ジェームズ1世に因んでジェームズタウンと名付けた。

### バージニア半島でのスペイン宣教師団
1560年頃スペインの探検隊がバージニアのチェサピーク湾地域低地を訪れ、バージニア半島に住んでいるインディアンに出会った。キスキアックの集落（今日ヨークタウン・アメリカ海軍武器庫のある場所）からポウハタン族酋長の息子であった17歳の少年が探検隊に同行することに同意した。少年は洗礼を受けて、庇護者であるルイス・デ・ヴェラスコに因んでドン・ルイスと改名した。ドン・ルイスはメキシコとスペインのマドリッドで教育を受けた。
10年後の1570年秋、イエズス会が計画したアジャカン伝道所を低地半島部のセントメアリーとよばれることになる場所に設立しようとしたとき、改宗したインディアンのドン・ルイスは案内人兼通訳として助けるためにバージニアに戻った。スペイン船を離れて間もなく、ドン・ルイスはその集団を棄てて故郷に帰り、そこでウェロアンス（酋長）となった。翌年の2月、ドン・ルイスとポウハタン族の集団が戻り8人のイエズス会宣教師を殺し、その衣類や所有物を奪ったうえで、アロンソという名のスペイン人召使いの少年のみ命を救った。この少年は逃亡してポウハタン族とは敵対する部族のもとに逃げ込み、別のスペイン船が物資を持って現れたときに救出された。
1572年の初期にアロンソから事の経緯を聞いたスペイン領フロリダの知事ペドロ・メネンデス・デ・アヴィレスは復讐のためにバージニアに戻った。結局スペイン人は虐殺に責任があると信じられるインディアン数人を捕まえ処刑したが、ドン・ルイスの所在を突き止められなかった。このできごとでスペインがバージニアに植民地を造ろうという試みが終わることになったが、400年以上後、ドン・ルイスとポウハタン連邦の後の酋長オペチャンカナウは同一人物ではないかという推測がなされている。オペチャンカナウという名前はポウハタン族が使うアルゴンキン語で「その心が白い者」を意味している。

### ロアノーク島：失われた植民地
ロアノーク島は新世界におけるイギリスの最初の植民地であった。当時はバージニアのロアノーク島に建設されたが、現在はノースカロライナ州デア郡の一部になっている。
1584年から1587年まで、ロアノーク島に恒久的開拓地を造ろうとしたウォルター・ローリー卿に後援される開拓者集団が2つあったが、どちらも失敗した。最後の集団はスペインとの戦争のためにイギリスからの物資が3年間途絶えている間に完全に消滅してしまった。その消失とその運命がはっきりと確認されていないという事実のために、「失われた植民地」と呼ばれるミステリーが今でも語り継がれている。

### バージニア会社：プリマスおよびロンドン支所

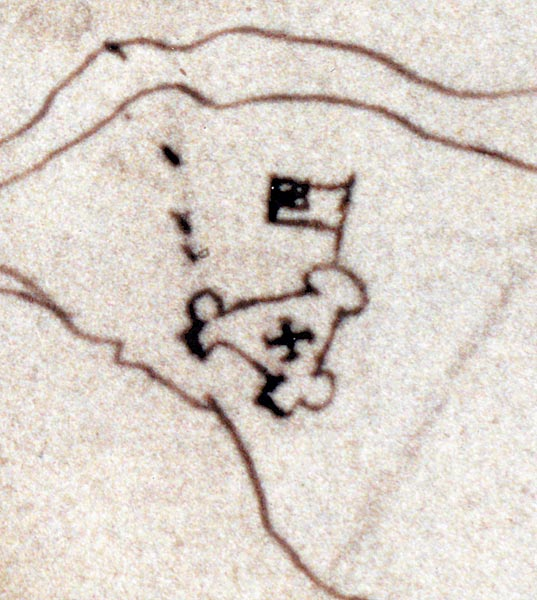
ジェームズタウンのスケッチ。1608年頃

女王エリザベス1世の死後、1603年にジェームズ1世がイングランド王位を継いだ。数年におよぶ戦争によってイングランドは資金難に陥ったので、国王はイングランドの新世界における植民地化権利をバージニア会社に特許した。バージニア会社は1606年4月10日に作成された独占勅許によって株式会社として設立されていた。バージニア会社には2つの競合する支所があり、それぞれが金を探査（現実にはなかった）するためにバージニアに植民地を造りたいと願い、スペイン船に対抗してイギリス私掠船を支える基地を造り、またスペインの拡げるカトリックと競合して新世界にプロテスタントを拡げたいと考えていた。
バージニア会社の中で、プリマス支所がバージニアとして知られる場所の北部地域を割り当てられ、ロンドン支所は南をあてられた。2つの支社の境界となる地域が競合になった。
1607年の晩夏、プリマス支所は現在のメイン州にポパム植民地を設立したが1年間しか続かず、1608年には放棄された。
プリマス支所の後継者が1620年にメイフラワー号でピルグリム・ファーザーズを送って、マサチューセッツ州となる地域に恒久的開拓地を建設する時までに、この地域はもはやバージニアの一部とは考えられないようになり、ニューイングランドと改名された。しかし、その12年前にバージニア会社の中で競合するロンドン支所がジェームズタウンに恒久的開拓地を建設することに成功した。

#### 最初の上陸：1607年4月
1606年12月、ロンドン支所は104人の開拓民集団を3隻の船、スーザン・コンスタント号、ゴッドスピード号およびディスカバリー号で、クリストファー・ニューポート船長の下に送り出した。その航海は荒れて長いものであった。144日後の1607年4月26日開拓民はやっとバージニアのチェサピーク湾の入り口に到着した。彼らはバージニアの岬を目にして、国王の息子達、プリンス・オブ・ウェールズのヘンリー・フレデリックに因んでケープヘンリーを、その弟ヨーク公チャールズに因んでケープチャールズを名付けた。ケープヘンリーでは、岸に上がって十字架を建て、簡単な探検を行ったが、これが「最初の上陸」と呼ばれるできごとになった。
ロンドンからの命令でより内陸で見かけ上より安全な場所（主にスペインのような他のヨーロッパ諸国の船からの脅威があった）を求めて、ハンプトン地区を探査し新たに命名したジェームズ川を遡り瀑布線まで至って、後にリッチモンド市およびマンチェスターとなる場所に着いた。

#### ジェームズタウンとジョン・スミス船長：1607年-1609年
数週間の探査後、開拓民は1607年5月14日にジェームズタウンの場所を選び町を建設した。そこは川と同様に国王ジェームズ1世に因んで名付けられた。しかし、ジェームズタウンの場所は外国船に対する防衛に適していたが、低地で沼の多い地形は定住するには厳しく住み難い所であった。飲料水がなく、狩猟場には行きにくく、また農業を行うには土地が狭かった。インディアンが住んでいないことは都合よく見えたが、間もなく地元のパスパヘグ族に襲われた。
開拓者達は自給自足とするには準備が足りないまま到着していた。インディアンと食料を取引する計画であり、またイギリスから定期的に物資を補給してもらうことに頼っていた。また金の探査のために時間を費やす計画もあった。ディスカバリー号を現地で使用するために残し、ニューポート船長はスーザン・コンスタント号とゴッドスピード号でイギリスに戻り、1608年には2度、最初の補給と2度目の補給のために来航した。インディアンとの交易や付き合いはわずかなものであり、開拓者の多くは病気、飢えおよびインディアンとの抗争で死んだ。指導者が何人か失敗した後で、ジョン・スミス船長が開拓地の指揮を執った。

#### ポカホンタスの美談
スミスは食料の取引に成功し、落胆した開拓者達を指導したので、最初の年の植民地を持続させた功績はスミスに帰せられている。スミスは10数年後になって突然、「この際にポウハタン族に処刑されそうになったが、酋長の娘のポカホンタスに助けられた」と公言し始め、これは植民政策の美化に大いに援用された。しかし現在、ポウハタン族やその支族マッタポニ族はこれを「まったくのでたらめである」としている。
1609年8月、スミスは事故で怪我し、数ヶ月後には治療のためにイギリスに戻らざるを得なくなった。歴史の皮肉の一つで、スミスが去った後に干ばつでインディアンもイギリス人開拓者も食糧不足となり、自然災害でイギリスからの補給も妨げられた。

#### 1609年-1610年：「飢えの時」
スミスが出発した後、イングランドから3回目の補給任務を与えられた新しい旗艦シーベンチャー号は大型で3日間に及ぶハリケーンに遭ってバミューダで難破したために、補給物資が予定通り届かないという事態が生じた。シーベンチャー号は3回目の補給任務にあった他の船とは別れてしまい、船隊のうちの7隻が数百人の新たな開拓者を乗せてジェームズタウンに到着したが、旗艦に乗せてあった食料や物資が届かないために窮乏状態となった。
1609年から1610年の冬、さらに続く春や初夏にも新たな船は来なかった。開拓者達は「飢えの時」と呼ばれることになる事態に直面した。ジョン・スミスに変わって指導者となったディスカバリー号のジョン・ラトクリフ船長は、スミスが去ったあとにより攻撃的になっていたポウハタン族に捕まり殺された。わずかな量の食料が大変高価な価格で取引され、開拓者達は貴重な道具や装置を諦めることになった。何らかの援助が来るのかを知る術も無かった。しかし、彼らは忘れ去られた訳ではなく、バミューダとイングランドで再補給のための行動が進行中であった。
3回目の補給任務の指導者とシーベンチャー号の生き残りの者は、バミューダの無人島で難破し10ヶ月以上を経過していたが、破壊された旗艦の部品を使って2隻の小さな船を造り上げた。バミューダには所有権を維持するために数人を残し、改めてジェームズタウンに向けて出帆した（バージニア会社はシーベンチャー号が難破した時からバミューダの物理的領有を続けており、1612年の第3勅許ではバージニアの境界をサマーズ諸島として知られるバミューダの海域まで拡げていた。同じ株主によって1615年に別のサマーズ諸島会社が作られ、1684年までバミューダを管理した）。
1610年5月23日、ニューポート船長とその提督ジョージ・サマーズ卿および新しい知事のトマス・ゲイツ卿がやっとジェームズタウンに到着したとき、彼らは繁栄する植民地を見出すことを期待していた。その代わりに発見したものは大きな違いがあるものだった。500人の開拓者達のうち80％は死に絶え、残っている者も多くは病気に罹っていた。シーベンチャー号の生き残りの者達が小さな船2隻でバミューダから運べた物資はほとんど無かった。過酷な現実は彼らのジェームズタウンへの到着で状況がいくらか改善されたに過ぎなかった。その2隻の船を使ってこの厳しい環境から脱出することが唯一実行可能な選択肢に思われたが、指導者達はそれを受け入れることを躊躇した。最後にジェームズ川を船で下り始めた。
一方イングランドでは、バージニア会社が1609年5月23日に批准された第2勅許により再組織化され、新しく指名された知事第3代デ・ラ・ウェア男爵トマス・ウェスト（現代ではデラウェア卿として知られる）に植民地の最高指導権限を与えた。第3補給船隊の他の船の1隻の船長サミュエル・アーゴールを通じて、シーベンチャー号は（その任務の物資の大半と共に）ジェームズタウンに到着しておらず、ジェームズタウンの住人は増えたにも拘わらず食料と物資は極めて乏しいことが伝えられた。

#### ジェームズタウンの救出：デラウェア卿とジョン・ロルフ
1610年4月1日、デラウェア卿は開拓者を救い植民地の指導者となるために、150名の開拓者と新たな食料、物資を載せてジェームズタウンに向けて出発した。6月に新大陸に到着しジェームズ川を遡っていくと、マルベリー島近くで川を下ってくる2隻の船に会った。シーベンチャー号の運命を知り、その生き残り達がイギリス船の到着を見たときはジェームズタウンで行ってきたことをデラウェア卿が知って驚いたのは疑いない。
デラウェア卿は開拓者達全てが植民地を放棄しようとしているのを知っても驚かなかったと思われる。その代わりに新しい開拓者や物資とともにバージニアに留まり開拓を続けることを要求した。デラウェア卿が到着したタイミングはジェームズタウンを永久に去ろうと期待していた人々にとっては失望であったに違いない。しかし、開拓者達もデラウェア卿もバージニア経済の将来の鍵を握っている男が彼らと共にジェームズタウンに戻ったことを知らなかった可能性がある。
デラウェア卿は植民地での立場を確立すると、インディアンに対して第一次アングロ・ポウハタン戦争と呼ばれる武力を使った作戦計画を始めた。その指導のもとでサミュエル・アーゴールはポウハタン酋長の娘ポカホンタスを誘拐し、一年にわたってヘンリカスに軟禁状態に置いた。しかし、彼女を使って身代金を得ようとする試みは失敗した。
シーベンチャー号の生き残りの中にジョン・ロルフという実業家がいた。酋長の娘を使ってポウハタン族を脅迫する試みはうまくいかなかったが、ジョン・ロルフが1614年にポカホンタスと結婚した時点で第一次アングロ・ポウハタン戦争は終わった。この結婚は大きく異なる文化の間に良い感情を生んだ。ほんの数年ではあるが比較的平和な時ができた。夫妻の息子トマス・ロルフが1615年に生まれた。ポカホンタスは英国に連れて行かれ、「インディアンの王女」としてもてはやされ、植民地宣伝のプロパガンダに利用された。
美しく新しいシーベンチャー号に乗って大きな期待を抱いてイングランドを離れたにも拘わらず、ここまでのニューポート船長との旅は全くうまくいかなかった。ロルフの妻となったポカホンタスと息子はロンドンを出てからの航海の途中で死んだ。ロルフ一人がやっとジェームズタウンに到着し、「飢えの時」の結果を見出すことになった。商売のアイディアを幾つかと、甘い香りのするタバコの新しい種を持っていたが、そのどちらも試みられてはいなかった。まさに変化するときであった。
植民地の経済は別の問題であった。金は一度も発見されなかった。植民地に利益の出る産業を興そうという試みは全て失敗したが、この時ロルフが2種の外国産タバコ、オリノコとスウィートセンティドを導入した。これらは土地の他の種よりも収穫が良く、1612年には初めてイングランドに向けて出荷され、顧客はその香りを好ましいものと思った。この輸出用換金作物を見付けたことがバージニアの経済を生き残らせる始まりとなった。

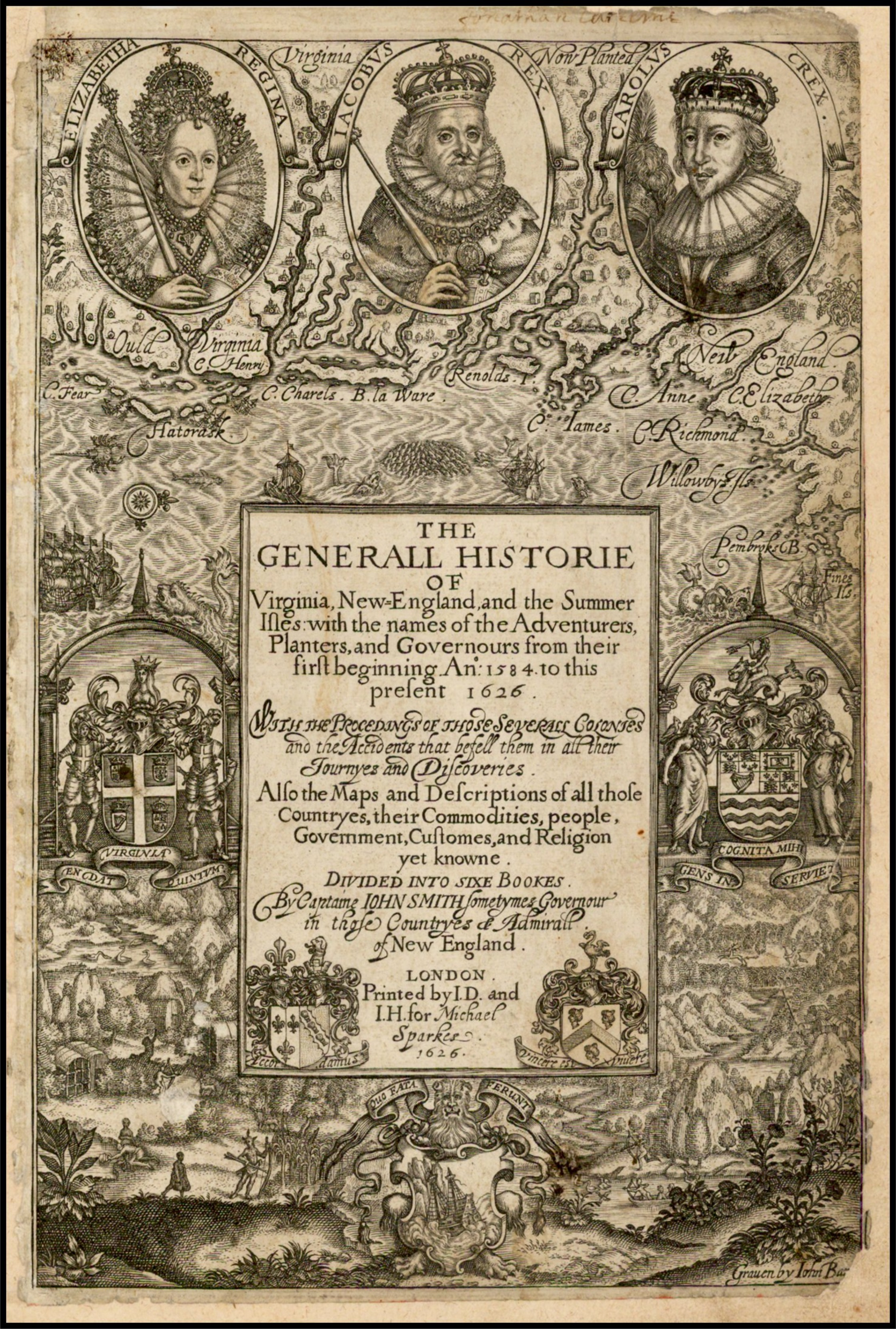
ジョン・スミス船長による『バージニア、ニューイングランドおよびサマーズ諸島の歴史概観』

バージニア植民地はタバコ生産の発展で繁栄し始めたが、インディアンが自分達のものと考えている土地をより多く必要とした。特にポカホンタスがイングランドに旅行している間の1617年に死に、その父ポウハタン酋長が1618年に死んだ後は、ポウハタン族との紛争が再燃した。開拓者の間の紛争も発生した。デラウェア卿の副官サミュエル・アーゴールは植民地の管理を任されており、ジェームズタウンを専制君主のように支配した。アーゴールの虐待に対する告発に反応したデラウェア卿は1618年に戻ろうとしたがその途上で死んだ。

#### 1619年：転換点の年
1619年はバージニア会社にとって転換点の年となった。ジョージ・イアードリーがこの年にバージニア知事に就任した。長い目で見てイアードリーが古い専制君主制を改良しより民主的な形態を作ったことが最も重要な発展となった。新世界では初めての選出された議会となる植民地議会（House of Burgesses）を創設し、1619年7月30日に最初の会合がジェームズタウンの教会で開かれた（現在のバージニア州議会下院はこの植民地議会に起源がある）。
1619年にはまた、バージニア会社が開拓地の人口を増やすために男性開拓者の妻候補として90人の独身女性をジェームズタウンに送った。この時までは、家族と共に到着していた妻と子供達だけが女性であった。
同じ年に、2隻のイギリス私掠船によって「20名余りの」アンゴラ人が植民地に到着した。おそらく植民地では初めてのアフリカ人である。彼らアフリカ人はヨーロッパからの多くの年季奉公人と共にすでに植民地の主要生産品となっていたタバコ産業の拡大に貢献した。これらの黒人は年季奉公として扱われたが、これがアメリカにおける奴隷制の始まりであった。アフリカ人やヨーロッパ人によるアフリカ人奴隷の大々的輸入はこの世紀遅くまで起こらなかった。
1619年にはさらに、プランテーションと開拓地が当時の呼び方で4つの自治区（incorporations）あるいは市（citties）に分けられた年でもある。チャールズ市、エリザベス市、ヘンリコ市およびジェームズ市であり、ジェームズタウンには植民地のための比較的小さな政府が置かれた。4つの市は当時の輸送の主要導線となるジェームズ川に沿って拡がった。エリザベス市は当初ケコータン（先住民の言葉、英語の綴りでは様々なものがある）と呼ばれ、現在のサウス・ハンプトン・ローズとイースタンショアの地域を含んでいた。
ある地域では共有の土地所有や借地よりも個人での土地所有という制度になり、家族にとっては生産を上げる動機付けとなり、生活の質を上げ富を築くことになった。おそらく、ジェームズ川の南岸に沿って西方に発展したトマス・デイル卿の不運なヘンリカスより進取的な所はなく、そこではインディアンも植民地の最初のカレッジで教育を受けた。
今日のリッチモンドにある滝から約6マイル南、ヘンリコ市のフォーリング・クリーク鉄工所はフォーリング・クリークの合流点近くに造られ、鉄を作るために地元の鉱床を使った。これは北アメリカで初めてのものであった。現存する記録では、鉄の生産が始まったが、1622年3月のできごとで生産が中断されたことを示している。

#### 1622年-1646年：根本的紛争の拡大：開拓者対インディアン
1619年の発展とそれに続く数年の成長はイギリス人には望ましいことに見えたが、多くの観点、特にタバコを栽培するためにさらに多くの土地を必要とし続けたことがインディアン、なかでも影響の大きいポウハタン族には心配事を増やす原因になった。
中心問題は誰が支配するかということだった。ポウハタン族は1607年と1608年にその政治的仕組みの中にバージニアを正式にまた儀式上受け入れ、ポウハタン酋長の支配下の何年か、さらにその後も当然自分達のものと考えている支配権を行使するために戦った。しかし、開拓者達はポウハタンの権威を認めることはなく、自分達も支配しているように振る舞った。
この時までに、残っていたポウハタン帝国はパムンキー族の長でポウハタン酋長の兄弟、オペチャンカナウ酋長に率いられていた。かれはその兄の支配下でも激しい戦士としての評判が立っていた。間もなく、外交的な交渉を諦め、イギリス人開拓者を根絶することに決めた。
1622年3月22日の聖金曜日、1622年のインディアンによる虐殺と呼ばれることになる事件で約400人の開拓者が殺された。組織的な攻撃でジェームズ川両岸のほとんど全てのイギリス人開拓地が襲われた。ハンプトン・ローズの東、ニューポート・ニューズ・ポイントから西、上流のフォーリング・クリークまで、ヘンリカスの上流数マイルとジョン・ロルフのプランテーション、バリナ・ファームが含まれた。
ジェームズタウン自体では、チャンコというインディアンの少年がその雇用主リチャード・ペイスを殺せという命令を拒まなければもっと死者の数や破壊の程度がひどかったであろうが、実際にはチャンコがペイスに攻撃の前夜に警告した。ペイスはそのプランテーションを確保し、夜の間に川を漕ぎ渡ってジェームズタウンに警告し、何らかの準備をさせた。しかし、他のイギリス人の拠点に警告を拡げる時間までは無かった。ほとんど全ての拠点で開拓者が殺されたり捕まえられたりした。ヘンリカスやマーティンズハンドレッドのウォルステンホーム・タウンなど幾つかの地域社会は完全に消え去った。植民地のためにその将来性が期待されていたフォーリング・クリーク鉄工所では、27人が殺されたが2人の女性と3人の子供もその中に含まれており、わずか2人のみが生き残った。設備は破壊された。
しかし、大きな損失があったものの開拓者の3分の2はこの運命の日を生き残った。当初はジェームズタウンに引き返したあとで、開拓者の多くはまた離れたプランテーションにもどった。ただし幾つかのプランテーションは放棄された。イギリス人によるポウハタン族に対する報復もあった。休戦が打たれるまでの約1年間、開拓者とインディアンとの間の戦闘が続いた。
ジェームズタウンで会合が持たれ、休戦の提案がなされた。しかしジェームズタウンの指導者の中でジョン・ポッツ博士など数人がインディアンの祝杯の中に毒を混入させ、会したインディアンの中のおよそ200人を殺した。他にも50人のインディアンが人の手で殺された。
1622年の抗争ともう一度1644年にあった抗争の間の時期に、ポウハタン族とイギリス人の間の関係に転換点が訪れた。すなわち、双方が命令を発することができるだけでなく、その関係の条件を支配していると考えている状態から、1646年以降の時期では植民地側が明らかに支配しているという状況に変わった。
開拓者達は1644年の抗争を「反逆」と定義したが、この時期になってもオペチャンカナウ酋長は、開拓者達がポウハタン族に対して行った誓約を破っているという道徳的に見てインディアンを正当化できると考えることを反映する結果になるものと期待していた。1644年の抗争の時、オペチャンカナウ酋長が捕まった。彼は監獄に入れられている間にその護衛の一人によって殺された。
オペチャンカナウ酋長の死後、1644年と1645年には開拓者達による攻撃が繰り返され、ポウハタン族は開拓者達の要求を受け入れるしか選択肢がなくなった。

### 王室領植民地としてのバージニア
1624年、バージニア会社の勅許が破棄され、植民地は王室領植民地として王室の統治に移されたが、ジェームズタウンでは選挙で選ばれた代議員がかなりの量の権限を行使し続けた。王室の統治の下で植民地は北方と西方に新たな開拓地を加えて拡張を始めた。1630年、ジョン・ハーベイ総督の下でヨーク川沿いに初めての開拓地が造られた。1632年、バージニア議会はジェームズタウンとヨーク川のキスキアック開拓地を繋ぐ砦を建設し、インディアンの攻撃から植民地を守ることを決議した。この砦はミドル・プランテーションとなり、さらに後にウィリアムズバーグとなった。1634年、ミドル・プランテーション近くに防柵が作られた。この柵はヨーク川とジェームズ川の間の半島を横切って伸び、半島低地部の東側開拓地をインディアンから守った。この柵の内側には牛も飼われた。
1634年にはまたイングランド王の命令でバージニア植民地の中に新しい地方政府の仕組みが作られた。8つのシャイア（shire）が創られ、それぞれに地方政府が置かれた。数年後にシャイアは郡（county）に改められた。8つの郡は以下のものであった。
- アッコマック郡（現在のノーザンプトン郡）
- チャールズ・シティ・シャイア（現在のチャールズ・シティ郡）
- チャールズ・リバー・シャイア（現在のヨーク郡）
- エリザベス・シティ・シャイア（現在は廃止）
- ヘンリコ郡（現在のヘンリコ郡）
- ジェームズ・シティ・シャイア（現在のジェームズ・シティ郡）
- ウォーウィック・リバー・シャイア（現在は廃止）
- ウォロスキオーク・シャイア（現在のアイル・オブ・ワイト郡）

2007年時点では、これら当初の8つのシャイアの内5つは基本的に同じ政治形態（郡）で残っていると考えられるが、400年近い間にその境界は変わってきている。また初期のシティという言葉を含むネーミングにより多少紛らわしい名前になっており、例えば「ジェームズ・シティ郡」や「チャールズ・シティ郡」のような論議を呼びそうな名前になった（現在廃止された「エリザベス・シティ郡」の住民は1952年の住民投票でハンプトン独立市に集約される道を選び、またやはり投票で良く知られ煩わしくない名前を採用した）。
ウィリアム・バークリー総督の統治時期にトランス・アレゲニー地域を探査する最初の意義有る試みが行われた。バージニアのさらに奥深く探査しようという動きは、1644年にオペチャンカナウ酋長が再び率いた虐殺事件で500人の開拓者が殺されたときに中断された。バークリー総督は植民地にタバコ以外の収入をもたらす資源を開発した功績が認められている。例えば、その大規模なグリーン・スプリング・プランテーションでの蚕のためのマルベリーの木の栽培やその他の穀物であり、その場所は現在、ジェームズタウンとウィリアムズバーグ近くに国立公園局が維持管理する大規模未発掘考古学的地域となっている。
バージニアの開拓者の大半はイングランド内戦の間もイギリス王制に対して忠実であったが、1652年にオリバー・クロムウェルが軍隊を送ってバークリー総督を追い出し、イギリス共和国に対して忠実な総督とすげ替えた。新しい総督は中庸なピューリタンであり、地元議会がほとんどの支配権限を実行することを許した。

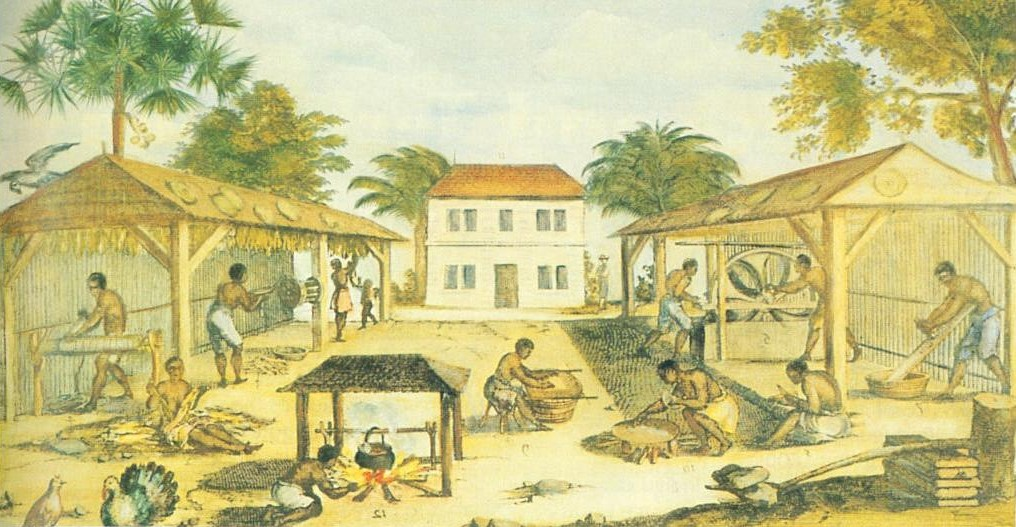
タバコを作る奴隷たち。1670年

イギリス内戦で敗れた多くの王党派がバージニアに逃れた。彼らの多くはバージニアで最も重要となる家系となった。王政復古後に、国王チャールズ2世はバージニアが王制に忠実であることを認め、バージニアに「オールド・ドミニオン」（古い領土）という渾名を付け、これが今日でも続いている。
バークリーは最初の任期後もその人気を保っており、共和国支配の終焉と共に総督に復帰した。しかし、バークリー総督の2度目の任期は多くの問題で彩られた。病気、ハリケーン、インディアンの敵対行為および経済的な困難さであり、全てがこの時期のバージニアを苦しめた。バークリーは植民地に専制的な権限を築いた。この権力を守るために14年間というもの新しい議会議員の選挙を拒否し、彼を支持する植民地議会を守った。反乱が深刻な脅威となったときに初めて新しい選挙に同意した。
バークリーは最終的には1676年の反乱に直面した。開拓者達が北方や西方に拡張するにつれて、インディアン達が侵入してくる開拓者への攻撃を始めた。開拓者達が「悪い種族」に対して反撃し暴力で応じたので激しい戦いが起こり、それがさらに暴力を拡大させた。バークリーは開拓者達が戦うのを助けようとはしなかった。多くの開拓者や歴史家達までもバークリーがインディアンと戦うことを拒否したのは毛皮公益に投資していたためだと信じている。大規模な戦闘によってバークリーが頼みにしていたインディアンからの供給が止まった。ヘンリコのナサニエル・ベイコンがインディアンに仕返しをしようという開拓者の民兵を自分で組織した。ベイコンはインディアンの問題だけでなく他の問題についてもバークリーの主要な反対者として大変人気を得た。バークリーはベイコンを反逆者として非難したが、ベイコンが植民地議会に議席を得てそれを平和的に受け入れた後に特赦した。それでも改革が行われなかったので、ベイコンは公然と反乱を起こしジェームズタウンを占領して数ヶ月間植民地を支配した。このできごとはベイコンの反乱と呼ばれた。バークリーはイギリス人民兵の力を借りて元の地位に返り咲いた。ベイコンはジェームズタウンを放棄する前に火を付けて燃やし、その反乱を続けたが、病気で死んだ。バークリーは反乱の残党を厳しく鎮圧した。バークリーが反乱を厳しく抑圧したことに反応してイギリス政府はバークリーを解任した。ジェームズタウンの消失後、植民地の首都は一時的にジェームズ川とヨーク川からほぼ等距離でバージニア半島の高台にあるミドル・プランテーションに移された。

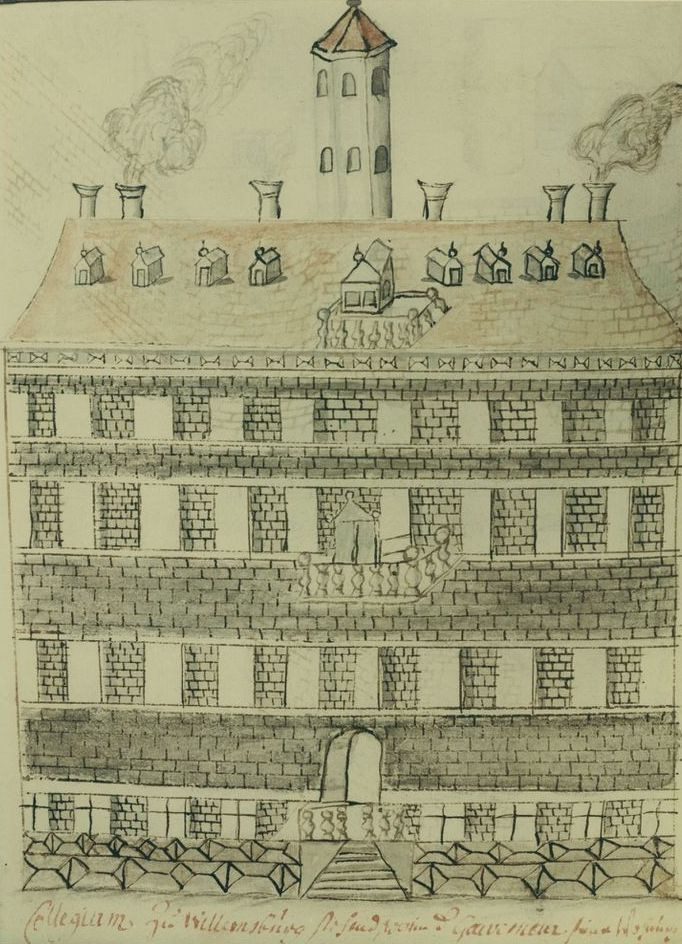
ウィリアム・アンド・メアリー大学の主要な建物、レン・ビルディング(1702年)

この世紀初期にヘンリカスでの失敗に続いてフランシス・ニコルソン総督の下で、バージニアでは初めての恒久的高等教育機関が造られた。1691年、植民地議会の要望と支援で、植民地の宗教的指導者であるジェイムズ・ブレア牧師がイングランドに戻り、1693年にウィリアム3世とメアリー2世から勅許を得た。このカレッジは2人の王に因みウィリアム・アンド・メアリー大学と名付けられた。
ジェームズタウンに再建された議会議場は1698年に再度焼失した。この火災の後で、ウィリアム・アンド・メアリー大学の学生の提案により植民地の首都は再度近くのミドル・プランテーションに恒久的に移され、ウィリアム3世に因んでウィリアムズバーグと名付けられた。

### 境界紛争
メリーランド植民地とバージニアは長い間境界紛争があり、その一部は今日でも続いている。この紛争では、チャールズ1世が1632年にメリーランド男爵ジョージ・カルバートに認めた勅許の境界が問題となった。この勅許では北緯40度線とポトマック川の間の地域の封建的な権利を認めていたが、バージニアもその地域の所有権を主張した。この紛争地域の大半は1930年に解決した。しかし、メリーランド州とバージニア州はポトマック川とその水権の利用についてまだ揉めている。

### 探検：シェナンドー渓谷
アレクサンダー・スポッツウッドが副総督となり1710年にはバージニア総督代行となり、1716年に西方への探検隊を指揮した。これは後にナイツ・オブ・ゴールデン・ホースシュー探検隊と呼ばれた。この探検隊はスウィフトラン・ギャップでブルーリッジ山脈の尾根の最高点（標高721 m）に達した。

### 社会階級
歴史家のダグラス・サウスオール・フリーマンは1740年代の社会構造を次のように説明した。

### 設立された教会

#### イングランド国教会と新しいバージニア植民地
バージニアにイギリス人の植民地が造られたとき、イングランド国教会の役割と政府との関係はヘンリー8世によってその前に打ち立てられていた。同じ関係が新しい植民地でも作られた。

#### 植民地における初期宗教生活
ジェームズタウンでは、礼拝と初期のチャペルは最初の砦が造られるのと同じくらい優先順位が高く、ロバート・ハントが精神的な指導者となった。ハントはクリストファー・ニューポートが指揮した3隻の船の遠征隊で精神的な指導者となり、開拓者が新世界に「最初の上陸」を果たし、チェサピーク湾入り口近くのケープヘンリーに十字架を立てた1607年4月29日に大衆の前で最初に感謝と祈りの声を上げたその数週間前にバージニアの聖公会教会のために蝋燭を灯した。
ジョン・スミス船長はハント牧師のことを「我々の正直で宗教的および勇気を与える神学者」と表現した。宗教的指導者としての役割の中で、調停者であり、喧嘩ばかりしている集団にしばしば調和をもたらした。ハント牧師は最初の年を生き残れなかった者の中に入っていた。

#### 教区：機能的に地方政府の単位
新たに植民地に到着し続ける開拓者の大多数が生き残れないという大変困難な5年間の後、植民地はうまく成長を始めた。イングランドにおけると同様に、「教区」が地方の単位となり、裁判所や植民地議会および総督の委員会（バージニア州議会の前身）のように、他の共同体と平等な力と実用面での重要性を備えた。（「教区」は通常精神的には「教区牧師」に指導され、「ベストリー」と呼ばれる共同体で一般に尊敬されるメンバーの委員会によって統治された。）
教区教会は礼拝に訪れるために十分近くある必要があったので、典型的な教区には3ないし4の教会があり、基本的に誰もが訪れてくることを期待された。実質的に教会の運営を財政的に助けるために、あらゆる教区は教会農園（「教会所属地」）を持った。
教区は拡大しまた分割が行われ、1634年以降はシャイア（あるいは郡）がその成長を継いだ。バージニアの教区制度の意図は植民地の各家から馬に乗って容易にやって来られる6マイル (10 km)を超えないところに1つの教会を造ることだった 。1634年に制度化されたシャイアは、あらゆる住人が馬で1日乗ればやって来られる距離で計画され、裁判所や他の仕事に実際的な方法で出席できるようにされた。

#### インディアンを教育し改宗させる宣教団
イングランドの宗教的指導者達はインディアンに対しキリスト教（より具体的には聖公会の宗教的習慣と信仰）をもたらす伝道者としての義務があると感じた。ポウハタン族は文字を持たなかったので、彼らの「誤ってる」精神信条は教育と読み書きができないことの結果だという仮説があった。それ故に、彼らにこれらの技量を教えることはイギリス人が宗教的習慣における「啓蒙」と見るものを論理的にもたらすことであり、インディアンを教会の囲いの中に入れることは政府の一部となり支配する形態ともなった。
バージニア植民地の指導者達は、農園主の息子達やインディアンのために長い間高等教育ができる学校を待ち望んだ。この目的のために1618年頃にヘンリカスで恒久的大学を造る試みが開始され期待されていたが、1622年のインディアンによる虐殺で失敗し全開拓地から消えたまま、再建されなかった。
およそ70年後、植民地議会と他の著名な個人の奨励で、ブレア牧師がヘンリカスの初期計画に倣ったと歴史家達が信じる計画を準備し、1691年にイングランドに戻り、新しいカレッジについてイングランド王に請願した。
ポウハタン族は1644年の最後の大きな抗争の後で大きく数が減り保留地に限られていたので、その支配はもはや植民地の優先事項ではなかったが、彼らを教育してキリスト教化するという宗教的原則はなお続けられた。おそらくは1693年に王室勅許を受けた新しいウィリアム・アンド・メアリー大学に対するロンドンの支持と承認をうまく獲得する道徳的動機づけとなっていた。しかし、そこのインディアンを教育しキリスト教徒に改宗するという試みは、学校がつくられてしまうと小さくなり短命に終わった。

#### ミドル・プランテーションのブルトン教区教会
ブルトン教区は、ジェームズタウンの北約8マイル (13 km)バージニア半島を横切る高台に位置するミドル・プランテーションの小さな地域社会にあった。コロネルのジョン・ペイジはイングランドのミドルセックス州から1650年に妻のアリス・ルッケン・ペイジと共に移民してきた商人だったが、ミドル・プランテーションをそこそこの町にする大きく関与した。
初期の小さな教区を修正し組み合わせることで造られた瀟洒だが小さな煉瓦造りの教会がそこに建てられた。ブルトン教区教会は教会が建てられる土地を寄進したコロネル・ペイジの寛大な寄付で大部分賄われた。建物は1683年11月29日に完成した。最初の教区牧師、ローランド・ジョーンズは1684年1月6日、御公現の祝日に開所式を行った。

#### 国の教区はその役割を変える　ブルトン教区
ウィリアム・アンド・メアリー大学と植民地の首都が1699年にミドル・プランテーションに割り当てられ、この社会がウィリアムズバーグと名前を変えると、直ぐに議事堂ビルを建てセオドリック・ブランドの測量に基づいて新しい都市区画を決めるための条件が作られた。ブルトン教区教会は新しい計画では目立つ場所を占めていた。コロニアル・ウィリアムズバーグ基金の歴史家は煉瓦造りの教会はそれが建てられた15年後に作成されたウィリアムズバーグの原初測量地図の中心近くに立っていたと注釈した。この配置は少なくとも教会が既に立っていたからそのようになったこともあるが、植民地の地域社会生活で教会が重要であったことを示してもいる。
かくして1699年までに、以前は小さな地域社会（約10平方マイル（26 km2））の田舎のブルトン教区教会が新しいカレッジと植民地の新しい首都に接する位置にあることになった。植民地時代公職にある者は皆教会への参列を求められた。それ故に首都ウィリアムズバーグ市の政府とカレッジの役職者はブルトン教区教会に参列した。学生、総督とその側近および議会が流入し、町の人々と共に小さな教会に溢れかえった。
教会とウィリアムズバーグはそれぞれが植民地の生活と政府の中心であった。植民地バージニアの宗教裁判所として、ブルトン教区教会は祭壇の布やクッションのような適切な装飾を施された。しかし、煉瓦造りの教会は条件が悪く、その卓越した役割には不適と考えられた。

#### 1715年：新しい教会の建設
1706年、ブルトン教区の教区委員がより大きな教会の建設を考え始めた。しかし、およそ20年後（1724年）でも110家族に過ぎず、教区委員は小さな教会の計画しか作れなかったので、植民地政府に地元住民から上がったものではなく、将来の需要を満たすための拡大案を予算化するよう懇願した。4年後に議会は総督、委員会および議会のための信者席を設けることに同意した。総督のアレクサンダー・スポッツウッドが構造計画案を作った。十字型の教会（バージニアでは初めて）、全長75フィート(23 m)、全幅28フィート(8.5 m)、袖廊長さ19フィート(5.8 m)となった。
1710年から1740年まで（また1693年からその死去までウィリアム・アンド・メアリー大学の学長）牧師であったジェイムズ・ブレア博士の監督の下で、1711年に最初の建設契約が成立して新しい教会の建設が進行した。1715年に完工した教会には間もなくあらゆる必要な設備、聖書、祈祷書、祭壇、洗礼盤、クッション、サープリス、鐘および装飾壁平板が備えられた。
総督やウィリアム・アンド・メアリー大学の役職者に加えて、18世紀にブルトン教区教会に参列した著名バージニア人には、ジョージ・ワシントン、ジェームズ・マディソン、ジョン・タイラー、ベンジャミン・ハリソン、パトリック・ヘンリーおよびトーマス・ジェファーソンがいる。

#### 18世紀の聖職者
1740年代、確立された聖公会には植民地中で約70人の教区聖職者がいた。主教はおらず、実際に植民地に主教を置くことには政治的に激しい反対があった。聖公会の聖職者はロンドン主教に直接監督されていた。各郡裁判所は著名な平信徒からなる地元教区委員に税金を渡した。教区委員は聖職者に200ないし300エーカー (80-120 ha)の教会所属地、1軒の家およびおそらくはいくらかの家畜を供給した。年俸としては16,000ポンド (7,200 kg)のタバコを渡し、結婚式や葬式毎に20シリングを払った。聖職者の生活は貧乏ではなかったが質素なものであり、改善の可能性は少なかった。
補償配置の問題がパーソンズ・コーズと呼ばれる1758年から1764年の紛争に繋がり、教区聖職者のジェイムズ・マイナー・モーリー（マシュー・フォンテーン・モーリーの祖父）牧師とハノーバー郡の若い弁護士パトリック・ヘンリーを対決させることになった。ヘンリーはその最初の著名な裁判で敗訴したが、裁判所はモーリーへの補償として1ペンスを認めただけだった。この訴訟は植民地における国王と教会の大衆に対する権威に勢いをつけた紛争例として歴史家達には広く見られている。6年間にもおよぶ間、バージニアの人々に基本的な問題に顔を突き合わさせることになった。

#### 植民地時代の他の宗教
特にドイツルーテル教会やスコットランド長老派教会などいくつかの少数集団が彼ら自身の教区を作った。家庭の大半はどんなものであれ宗教的な提携が無かった。1760年代までにバプテストの宣教団がバージニア人特に農夫を惹き付け、新しくさらに民主的な宗教に入らせた。多くの奴隷達がバプテストの礼拝に参列した。歴史家達はアメリカ独立戦争について宗教的な対立の可能性を議論してきた。バプテストの農夫は新しく平等主義的な倫理を紹介し、聖公会荘園主のやや貴族政治的な倫理に大きく置き換わっていった。しかし、どちらの集団も独立を支持した。例えばジョージ・ワシントンはその教区委員の中で活動的な者であった。

#### アメリカ独立戦争後の教会の変化
アメリカ独立戦争後、信教の自由と教会と国の分離がバージニアでも打ち立てられ、アメリカにおける聖公会はその卓越性を失った。新しい州と国の指導者および市民は教会を排斥しなかったが政府との関係でその機構のみを認めた。戦中の難しい時期や戦後もある場所ではさらに高くなった頻度で礼拝が続けられた。
政治の役割と財政的な支援を失ったものの、現在エピスコパル教会として知られる修正された形態で生き残った。
独立以前に植民地に主教はいなかった。戦後、最初のバージニア主教はジェームズ・マディソン牧師 (1749-1812)であった。マディソンは後の大統領ジェームズ・マディソンの従兄弟でありアメリカ独立戦争の直前にイギリスで叙任されていた。ウィリアム・アンド・メアリー大学の卒業生で、独立戦争の敵対意識が持ち上がったときにはそこの教師をしていたが、その教え子達を地元の民兵隊に組織化した。1777年、バージニア下院の公共施設付き牧師を務めた。同年、ロイヤリストシンパの牧師ジョン・カム（1758年から1764年のパーソンズ・コーズ裁判で最初の訴訟当事者であった）が、聖職からマディソンを排除する動きを起こし、マディソンはウィリアム・アンド・メアリー大学の第8代学長になった 。
独立戦争後、マディソンはバージニアのエピスコパル教会の再編およびエピスコパル教区の形成に顕著な役割を果たした。1785年の最初の教会集会では議長だった。1790年にはカンタベリー大主教からバージニアで最初の主教に指名された。

#### 教区の変化：ブルトン教区
適切な例としてブルトン教区教会は元植民地首都に奉仕を続け、地域教会としての役割に戻った。主にその教区牧師W・A・R・グッドウィン牧師の努力で、アメリカにおける聖公会設立300周年である1907年に教会の改修が完成した。グッドウィンは1903年に教区に着任し、町や教会の記録から集めた情報を使って、募金、教会建物の保存と改修を監督した。
ブルトン教区教会はその他の歴史的建造物改修の先例となった。グッドウィンは多くの18世紀建造物がある歴史のある教区に刺激されて、保護しなければ破壊されてしまうことを恐れた。1924年、グッドウィン博士はこの地区の建造物保存運動を開始した。幸運にもジョン・ロックフェラー（スタンダード・オイル社長）とその妻アビー・アルドリッチ・ロックフェラーの支援を得ることが出来た。彼らの古い都市に関する興味と寛大さがグッドウィン博士達の努力と組み合わさり、古い植民地首都の再生という夢を実現させた。コロニアル・ウィリアムズバーグが造られた。
コロニアル・ウィリアムズバーグの歴史的地区は173エーカー (700,000 m2)に拡がり、88棟の当初の建造物と50棟の主要な再建物がある。コロニアル・パークウェイによって歴史三角の他の2点ジェームズタウンとヨークタウンとを繋いでいる。
今日のブルトン教区教会は南部バージニアのエピスコパル教区の中でも最も活動的な教区である。2千人近い教会員がおり、日曜日は5回の通常礼拝があり、活動的な青年とカレッジの組織がある。教会は植民地時代に改修されていた。その信者席にある銘板は当時からの有名な参拝者の名前を刻んでいる。今も1761年に鋳造された鐘を使っており1776年にはアメリカ独立宣言の署名を祝ってまた1783年には独立戦争の終わりを告げるパリ条約の調印を祝って鳴らされた。

## 独立戦争：バージニアが独立を宣言する

### 先例
独立に向けた感情は1763年にフレンチ・インディアン戦争が終わった直後にバージニアで最初に始まったと思われる。まさにこの年に、イギリスとバージニア政府はパーソンズ・コーズの裁判でぶつかった。バージニア議会は聖職者給与の高騰を止めるために2ペンス法を成立させた。ジョージ3世はこの法に拒否権を発動し、聖職者は未払い分の給与を求めて訴訟を起こした。パトリック・ヘンリーは専制的だと宣言した拒否権に対する裁判で議論することで初めて頭角を現した。

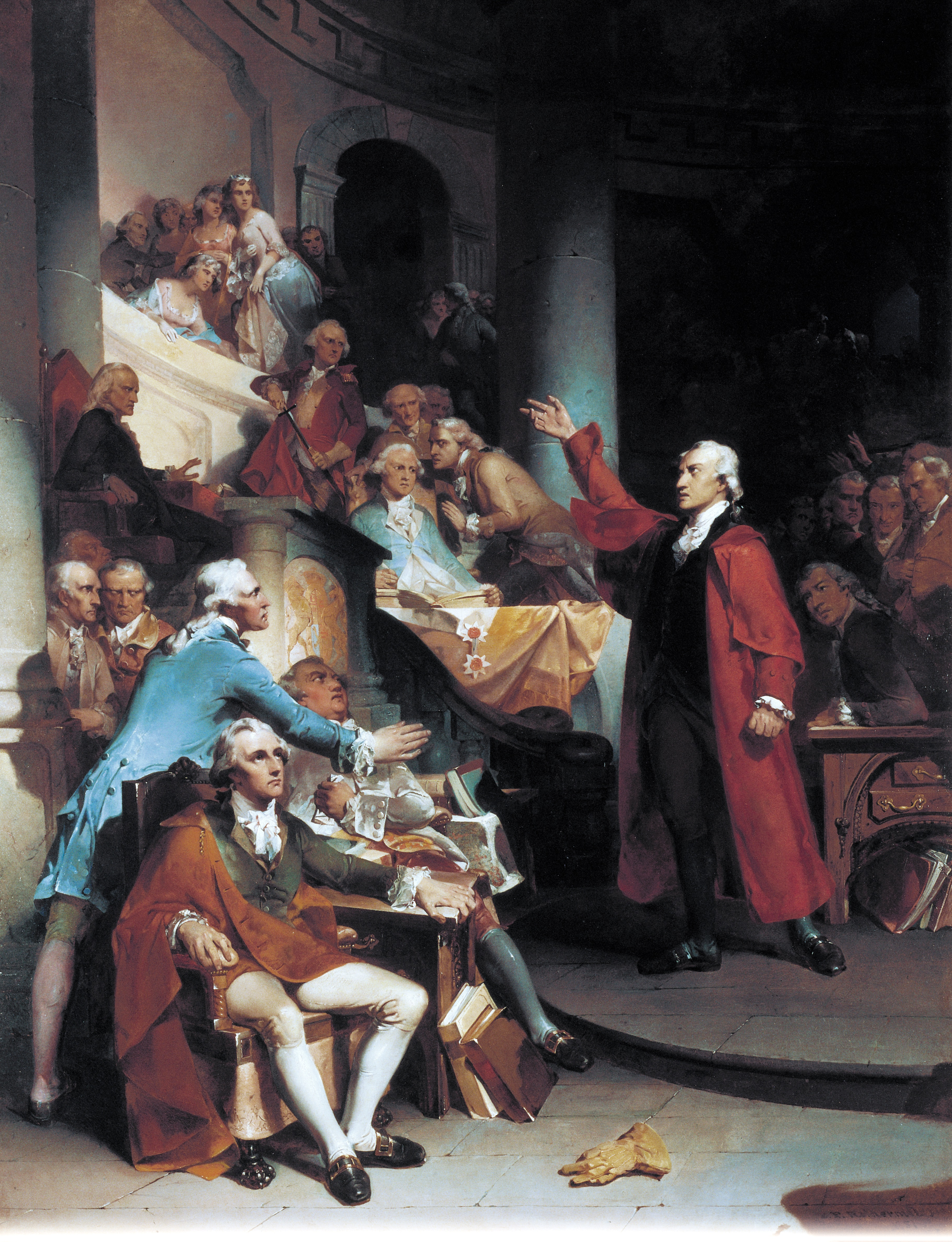
バージニア決議におけるパトリック・ヘンリーの演説

イギリスの政府は戦争で消費した歳費によって莫大な負債を積み重ねていた。この負債を償還するために議会は1764年に砂糖法、1765年には印紙法を通した。バージニア議会は「代表なくして課税なし」を根拠に砂糖法の制定に反対した。パトリック・ヘンリーは議会で、「シーザーにはブルータスが居た。チャールズ1世にはクロムウェルが居た..」、さらに王は「その例によって利益を得るかもしれない」という有名な演説でジョージ3世に忠告することで印紙法に反対した。バージニア議会はこれら税金に反対する「バージニア決議」を採択した。フランシス・フォーキア総督は議会を解散させることで応じた。
決議の後も反対は続いた。ノーザンプトン郡裁判所は1766年2月8日に印紙法を無効とした。自由の息子達など様々な政治集団が会合し、法律に対する抗議を発した。最も有名なものはリチャード・ブランドが出版したパンフレット『イギリス植民地の権利に関する質問』であった。この文書は、バージニアがイギリス帝国の一部であり、イギリス王国の一部ではないこと、つまり国王には忠誠を尽くすが議会にではないという独立の基本的な政治原則の一つを示した。
印紙法は撤廃されたが、歳入法で税金が追加され、1769年にはボストンの暴動者を裁判にかけるためにロンドンに送ろうとしたことがバージニアにおける抗議をより強くさせた。議会は暴動者の移送を糾弾する決議を検討するために招集されたが、総督のボーテトート卿は同情的であったものの議会を解散させた。議会はローリー酒場で再結集し、イギリス商品の輸入を禁じることに同意した。イギリスは囚人の送還を諦め、1770年には茶税を除くあらゆる税金を引き上げた。
1773年、イギリスが改めてアメリカ人をイギリスに送還しようとしたので、リチャード・ヘンリー・リー、トーマス・ジェファーソン、パトリック・ヘンリー、ジョージ・メイソンなどがイギリスとの問題を処理するための通信委員会を創設した。それまでの通信委員会とは異なり、この委員会は議会の正式な一部であった。
ボストン港の閉鎖やその他幾つかの攻撃に続いて、マサチューセッツとの連帯を示すために議会は1774年6月1日を「断食、屈辱および祈り」の日とすることを承認した。総督のダンモア卿は議会を解散した。危機感が増したことに反応するために8月1日から6日にバージニア会議が開催された。この会議ではイギリス製品のボイコットを承認し、マサチューセッツとの連帯を表し、大陸会議に送る代議員を選出した。バージニア出身のペイトン・ランドルフが大陸会議の議長に選出された。

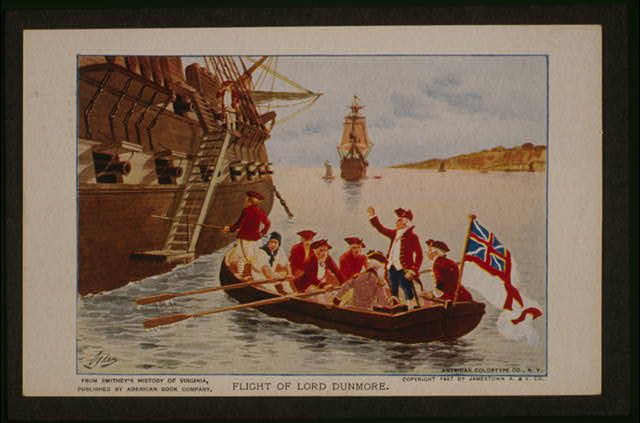
フォウィー号に逃れるダンモア卿

1775年4月20日、レキシントン・コンコードの戦いの翌日、ダンモアはイギリス海兵隊にウィリアムズバーグ弾薬庫にある火薬をイギリス船に移送するよう命じた。パトリック・ヘンリーはダンモアの命令に反応してハノーバー郡からバージニア民兵の1集団を率いた。カーター・ブラクストンが王室予算を火薬の代金として移すというやり方でこの火薬事件の解決のための交渉を行った。この事件は衰えつつあったダンモアの人気を悪化させた。ダンモアは総督公邸から逃げ出し、ヨークタウンのイギリス船フォウィー号に乗った。11月7日、ダンモアはバージニアが暴動状態にあることと、イギリスのために戦う奴隷は解放されることを宣言する声明を発した。この時までにジョージ・ワシントンが大陸会議からアメリカ軍の長に指名され、バージニアは総督がいない間に開かれた第3回バージニア会議によって形成された安全委員会の政治的指導の下に入った。
1775年12月9日、バージニア民兵隊はグレートブリッジの戦いで総督の軍隊を立ち去らせた。イギリス軍はノーフォークに向かう途上にある土地を守る砦を持っていた。イギリス軍は包囲戦用の大砲を持たない民兵隊を怖れ、補強を受けたいと思ったので、砦を棄てて攻撃を仕掛けてきた。民兵隊は30分間の戦いに勝った。ダンモアは1776年1月1日にその船からノーフォークを砲撃することで応じた。
第5回バージニア会議が5月6日に開かれ、1776年5月15日にバージニアは自由で独立した邦であることを宣言した。会議はその代議員に大陸会議で独立決議を提案するよう指示した。リチャード・ヘンリー・リーが6月7日にその提案を行った。大陸会議が議論している間に、バージニア議会はジョージ・メイソンによるバージニア権利章典（6月12日）および憲法（6月29日）を採択し、独立した共和国を設立した。大陸会議は7月2日にリー提案を承認し、7月4日にジェファーソンによるアメリカ独立宣言を承認した。

### 独立
第5回バージニア会議の憲法はその後54年間続く邦政府の仕組みを作った。執政官の長と下院と上院からなる二院制の議会について定めた。議会は毎年知事を選び（初代知事にはパトリック・ヘンリーを充てた）、8人委員会が行政機能を担った。10月、議会はジェファーソン、エドマンド・ペンドルトンおよびジョージ・ワイスを、現行バージニア法体系を新憲法に適合させる役目に指名した。

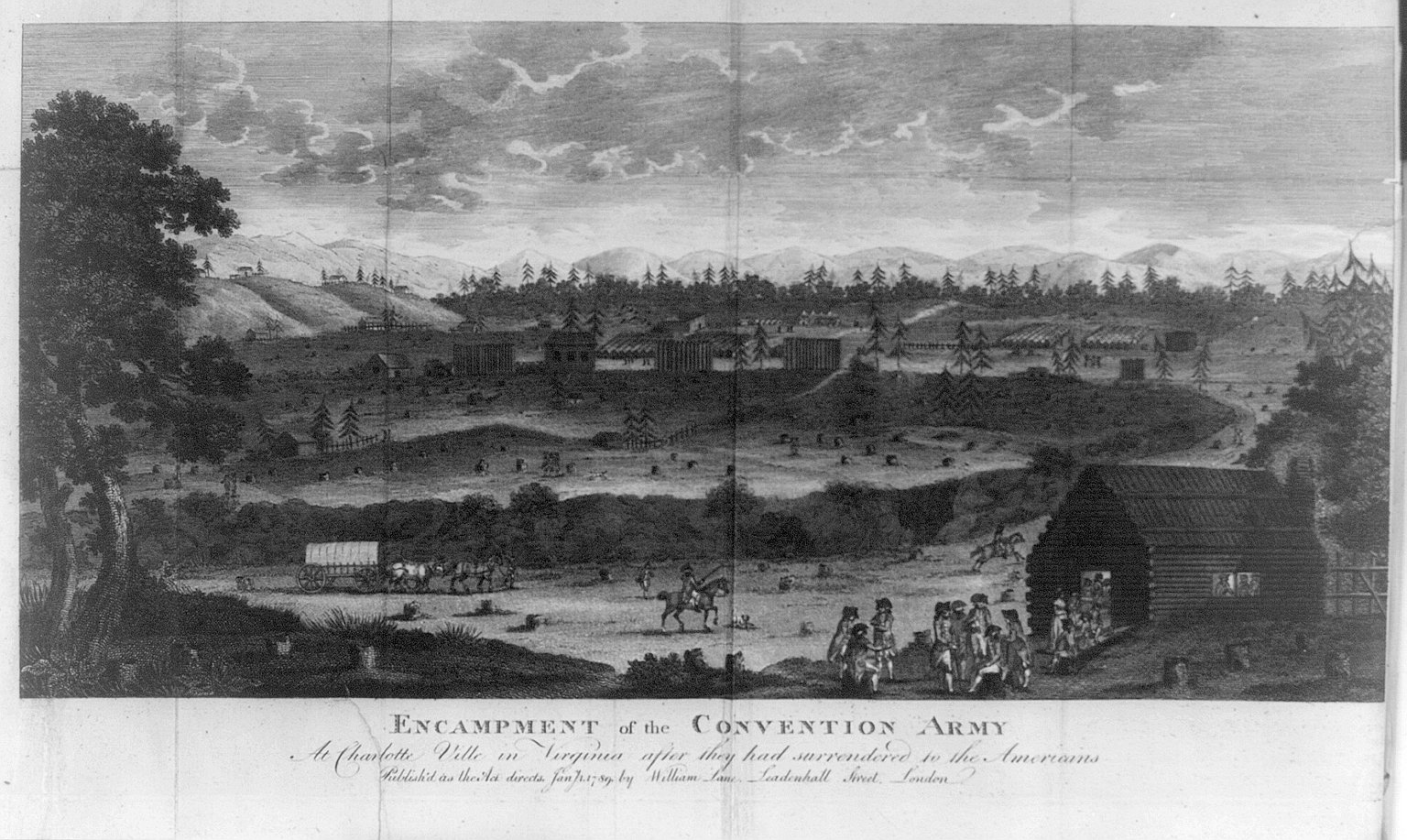
シャーロッツビルにおける協議の軍隊の宿営地。1789年のエッチング

グレートブリッジの戦いの後で、アメリカ独立戦争の初期にバージニアの領土内ではほとんど戦闘が無かった。それにも拘わらず、バージニアは北部や南部における戦闘を助けるために軍隊を送った。その中にはダニエル・モーガンとその狙撃兵中隊がおり、北部の初期戦闘に参戦した。シャーロッツビルはサラトガで捕まえたドイツ人傭兵とイギリス兵のいわゆる協議の軍隊を収容する捕虜収容所となった。バージニアは北西部前線にも軍隊を送り、ジョージ・ロジャース・クラークはこの地域の軍隊を率いてカスカスキア砦の占領、ビンセンヌの戦いでの勝利、ヘンリー・ハミルトン総督の捕獲と続いた。クラークはこの戦争中北西部領土の支配を続けた。
イギリス軍は1779年5月にバージニアに戻ってきた。この時ジョージ・コリアーがハンプトン・ローズに上陸しポーツマスを（海軍基地を破壊した後で）攻撃拠点に使った。この動きは西インド諸島との貿易を封鎖する作戦の一部だった。イギリス軍のヘンリー・クリントン将軍がコリアーを支援するための援軍到着に失敗し、この作戦は放棄された。
1780年、当時の邦知事トーマス・ジェファーソンはウィリアムズバーグの脆弱性を怖れ、首都をより内陸のリッチモンドに移した。その10月、イギリス軍は再度バージニア侵入を試みた。イギリス軍の将軍アレクサンダー・レスリーが3,000名の兵士と共にチェサピーク湾に入り、ポーツマスを基地として使った。しかし、キングスマウンテンの戦いでイギリス軍が敗れた後で、レスリーはコーンウォリスと合流するためにさらに北へ動いた。12月、革命側を裏切りイギリス軍の将軍となっていたベネディクト・アーノルドが1,000名の兵士を連れてリッチモンドを攻撃し町の一部を焼いた。アーノルドは作戦基地をポーツマスに移しウィリアム・フィリップス将軍と合流した。
ジョージ・ワシントンはフランス人の将軍ラファイエットをバージニアの防衛戦を指揮させるために送り込んだ。ラファイエットは南に進んでピーターズバーグに進軍した。両カロライナで憤懣が募っていたコーンウォリスはラファイエットを追ってバージニアを攻撃するという反応に出た。ラファイエットはコーンウォリスの7,200名の部隊に対し3,200名しか手勢がなかった。数で劣るラファイエットはコーンウォリスとの直接会戦を避け、一連の小競り合いでコーンウォリスを悩ませた。ラファイエットはフレデリックスバーグまで退いてそこでアンソニー・ウェイン将軍と会い、続いて南西に進軍した。コーンウォリスは2つの小さな分遣隊を発した。ジョン・グレイブス・シムコー大佐の500名の部隊はポイント・オブ・フォークの武器庫を確保し、バナスター・タールトン大佐の250名の部隊はシャーロッツビルに進んでジェファーソン知事や議員を捕まえるのが任務だった。ポイント・オブ・フォークに進んだ遠征隊はストイベン将軍の部隊を破ったが、タールトンの部隊はわずか7人の議員と数人の役人を捕まえただけだった。これはジャック・ジュエットが夜通し馬を走らせてタールトンの来襲をジェファーソンと議員達に警告したことによっていた。コーンウォリスは部隊を再統合し海岸地帯のエルクヒルに進んだ。ラファイエットはストイベンと合流し、この時は5,000名の部隊となってコーンウォリスを追った。
コーンウォリスはヘンリー・クリントン将軍の命令に従ってバージニア半島をチェサピーク湾に向かって進んだ。クリントンはコーンウォリス軍の一部を引き抜いてニューヨーク市の包囲戦に使おうと考えていた。コーンウォリスはウィリアムズバーグを通過しジェームズタウン近くを通った。ウェイン将軍指揮下のラファイエット軍800名がコーンウォリスの主力軍5,000名と遭遇し、1781年7月6日にグリーンスプリングの戦いで小競り合いを演じた。ウェインは自軍の勢力を大きく見せるためとイギリス軍の進軍を止めるためにコーンウォリス軍に突撃を命じた。この時の損失はアメリカ軍140名に対しイギリス軍75名と軽微であったが、この策略でアメリカ軍は逃げおおせた。

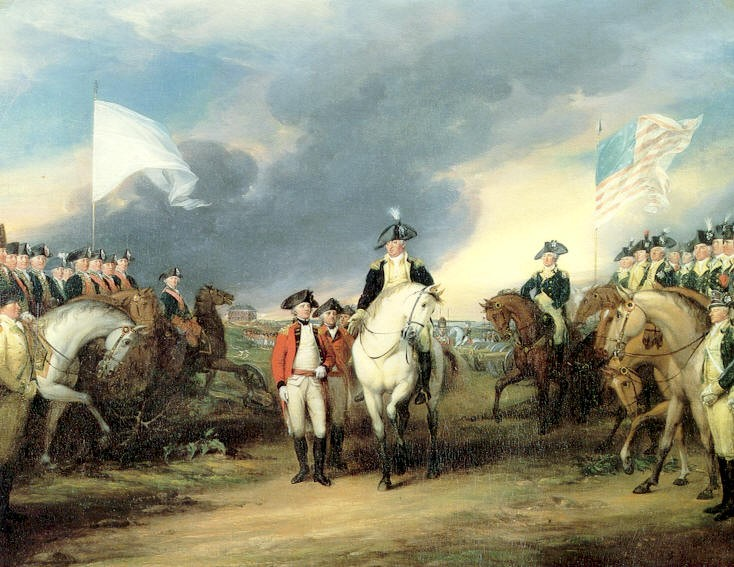
コーンウォリスの降伏 (ジョン・トランブル画、1797年)

コーンウォリスはジェームズ川を渡ってポーツマスに移動し、クリントンの命令を待つことにした。クリントンは半島のその位置は守られねばならず、ヨークタウンは貴重な海軍基地になると確信した。コーンウォリスは命令を受けてヨークタウンに軍隊を移動し、防御陣地と海軍基地の建設に着手した。アメリカ軍は当初、コーンウォリスがニューヨークかカロライナに移動するものと期待し、バージニアからの移動を手配し始めた。ヨークタウンの防御が固められているのを発見すると、市の周囲に兵士を配置した。ワシントン将軍は大きな勝利の可能性を感じ取った。ロシャンボー将軍のフランス軍と共にその軍隊の一部をニューヨークからバージニアに移動させた。この作戦はフランス軍の3,200名の増援とド・グラス提督の大艦隊が要だった。9月5日、ド・グラス提督はバージニア岬沖の海戦（チェサピーク湾の海戦）でイギリス海軍を破った。この勝利でヨークタウン周辺の海域はフランス軍の支配となり、コーンウォリス軍は増援や物資を受け取ることも、またそこから逃げ出す可能性もなくなった。10月6日から17日まで、アメリカ軍はヨークタウンを包囲した。大砲を突きつけられ完全に罠にはまったコーンウォリスは降伏することを決めた。正式な降伏文書には10月19日に署名された。この敗北の結果としてイギリスの首相フレデリック・ノースは辞任し、イギリス政府は1782年4月に休戦を提案した。1783年のパリ条約が正式に戦争を終わらせた。

## バージニア州

### 憲法の作成
独立戦争の終わりまでに、新しいアメリカの邦が連合規約の下に集まった。連合規約では連邦政府にあまり権限を認めていなかった。バージニアは1785年にメリーランドの代議員と会合して貿易や海洋の問題を論じることで、強い連合に向けて動き始めることに貢献した。2つの州は1786年9月に開催したアナポリス会議に他の邦からも招請し、これらの問題を議論した。ワシントン、マディソンおよびアレクサンダー・ハミルトンは全てこの会議を強い連合を作る機会だと見ていた。アナポリス会議では憲法制定会議を開くために再度フィラデルフィアで会することに同意した。憲法制定会議ではエドマンド・ランドルフがマディソンが考案したバージニア・プランを推奨した。この計画は2院政議会を持った強い連邦政府を要求し、議会は各邦の人口に比例した代議員を割り当てることとしていた。この計画の考え方の幾つかは採用されたが、小さな邦は比例代表制を好まず、各邦が上院には2人の議員を送れるという妥協案が成立した。バージニアの代表はまた権利の章典を強く推した。権利の章典が早期に採択されるという条件で大半の代表が憲法に署名したが、ジョージ・メイソンとランドルフは署名を拒んだ。マディソンはフェデラリスト・ペーパーズの幾つかを書き、また他の手段を使って憲法の批准を推進した。メイソンとパトリック・ヘンリーは政治的反対運動を率いた。ピードモン地区やバージニア南西部の多くの者は、関税に関する怖れのために、また奴隷の輸入がまだ許されていたので、批准に反対した。バージニアは1788年6月25日にやっと僅差で憲法を批准し、合衆国の10番目の州となった。

### 境界の変遷
独立の宣言後、バージニアの境界は大きく変わった。1779年、バージニアはノースカロライナとの南部境界線を西方に伸ばした。1784年と1785年、北部境界線についてペンシルベニアと交渉した。バージニアとペンシルベニアの間には植民地時代を通じて境界地域に関する論争があった。論争されていた地域が新しく造られたアメリカ合衆国の一部となり、新しい州であるバージニア州とペンシルベニア州（ともに合衆国を構成した最初の13州の1つ）は間もなく合意に達し、両州議会の合意に基づく条件で1780年代にヨホガニア郡（両州が領有権主張していた）の大半はペンシルベニア州の一部となった。バージニア州に残された小さな部分は郡を造るには小さすぎたのでバージニア州の1郡であるオハイオ郡に併合された。
最も重要なことは1784年に北西部領土に対する領有権主張を取り下げたことであった。今日の中西部大半と五大湖地方から構成されるこの広大な地域は当時辺境の地であった。幾つかの州がこの領土の領有権を主張したが、結果的に全州が北西部条例の下に連邦政府が管理することに同意した。バージニア州はあらゆる土地を放棄したわけではなかった。独立戦争の古参兵に報いるために取っておかれたバージニア軍事地域を確保した。1790年、バージニア州とメリーランド州は新しくコロンビア特別区を造るために領土を割譲したが、1846年7月9日のアメリカ合衆国議会法でバージニア州が割譲したポトマック川の南の地域は1847年を期してバージニア州に戻され、現在はアーリントン郡とアレクサンドリア市の一部となっている。

## 1789年から1849年のバージニア州
アメリカ合衆国という新しい国が成長する痛みを経験しマニフェスト・デスティニーについて口にするようになると、バージニア州も若い共和国が変化し挑戦していく中でその役割を見付けた。ルイジアナ買収に始まり、先祖がバージニアの国を造ったその子孫達の多くが西方への拡大を始めた。
有名なバージニア生まれのアメリカ人がバージニア州の運命だけでなく急速に発展する古西部に影響を与えた。
1750年代に始まって、新しい土地を測量し定住させるためにバージニア・オハイオ会社が創られた。フレンチ・インディアン戦争に続いて、バージニアの民による西方への開拓は古西部の南側に限られていた。
バージニア生まれのメリウェザー・ルイスとウィリアム・クラークは有名な彼らのルイス・クラーク探検隊でミズーリ川と太平洋への経路を探検し影響を残した。
スティーブン・F・オースティン、エドウィン・ウォーラー、ヘイデン・ハリソン・エドワーズおよびジョン・シャッケルフォードといった有名な名前はバージニア生まれのテキサン開拓者である。結果的に南北戦争の将軍となったロバート・E・リーですら1846年から1848年の米墨戦争でテキサスにおける軍事指導者として頭角を現した。

## 地域的な差異、脱退　1818年-1861年
バージニア州の西部が19世紀前半に発展するにつれて、農業基盤、文化および輸送需要における大きな違いがバージニア議会の主要問題になってきた。古い東部では大きな土地がタバコや綿花を主要作物として農園化されていた。どの作物も多くの人手を必要とした。奴隷制は農園主が寄りかかる経済制度となった。この地域の大半の水系は大西洋に注いでいた。西部では小さな土地がほとんど家族以外の労働力なしで耕されており、鉱物の採掘や木材の切り出しが業として拡大していた。土地はオハイオ川渓谷の水を使い、交易もそちらの方向を向く傾向があった。
州議会の代表状況は人口の多い東部の利益のために大きく傾いていた。これは人口を数えるときに奴隷を一部勘定に入れることで作られており、奴隷の個々の者は（また全ての女性と子供も）投票権が無いという事実もあった。州憲法制定会議など格差を是正する試みが数度なされたが意味のある結論は出なかった。かくして南北戦争の開始時点で、バージニア州は全国的な危機だけでなく、その境界内の長きにわたる党派的危機にもさらされていた。他の「境界州」は同じように地域的な差異があったが、バージニア州は他の北部州や南部州よりもそれが大きく、おそらくその結果として戦争中に2つの州に別れた唯一の州となった。

## 南北戦争　1861年-1865年
バージニア州では南部の6州が合衆国から脱退し1861年2月4日にアメリカ連合国を形成した後で、2月13日に脱退に関する会議を始めた。この会議は2ヶ月近くも熟考を重ねたが、サムター要塞の銃声に反応した4月15日、リンカーンはまだ合衆国に残っている全ての州に軍隊を要求した。4月17日、会議は脱退を評決した。バージニア州がアメリカ連合国に加わると、連合国の首都がアラバマ州モンゴメリーからリッチモンドに移されることが5月6日にきまり、5月29日には法制化された。バージニア州は5月23日に脱退規約を批准した。翌日、北軍が北バージニアに入り、戦闘無しにアレクサンドリアを占領した。
南北戦争で最初の大きな戦闘は1861年7月21日に起こった。北軍はマナサスの鉄道中継点を物資の供給線としてつかうために支配しようとしたが、南軍が鉄道を使って軍隊を動かし北軍と会した。南軍は第一次マナサスの戦い（北部では第一次ブルランの戦い）で勝利し、その年の後半は大きな戦いも無く過ぎた。
最初と最後の重要な戦いがバージニア州で行われた。最初のものはマナサスの戦いであり、最後のものはアポマトックス・コートハウスの戦いであった。南北戦争の間、リッチモンドはアメリカ連合国の首都であった。州議会議事堂から数ブロック北に連合国のホワイトハウスがあり、ジェファーソン・デイヴィス大統領の家族が住んだ。
1865年4月、リッチモンドは撤退する南軍によって焼かれ、北軍の支配下に入った。バージニア州はレコンストラクション(1865-1870)の間、ジョン・マカリスター・スコフィールド将軍の下で第一軍自治区として管理された。1870年1月26日に正式に合衆国に復帰した。

### 工業化
1861年以前に様々な繊維産業が現れたがどれも重要な位置付けにはならなかった。南北戦争中の製鉄産業の中心はリッチモンドのトレデガー鉄工所であった。トレデガーは一部奴隷の労働によって運転されており、戦争のための軍需品を生産したのでリッチモンドは重要な防衛ポイントとなった。

### ウエストバージニア州の分離
バージニア州はアメリカ連合国に最後に加入した州となったが、これは州の北西部で奴隷制がなく、合衆国からの脱退に対する支持がなかったことが大きな理由であった。連合国に加入した後は、間もなくこの地域で混乱が起こった。48の郡からなるこの地域はバージニア州に対する反乱が成功し、最初はカノワ州、後にウエストバージニア州となった。この行動は1870年に合衆国最高裁判所で支持された。
バークリー郡とジェファーソン郡（バージニア州の最北端）は南北戦争中も連合国とバージニア州に留まり、1863年1月1日にウエストバージニア州が合衆国への加盟を認められたときもその一部にはならなかった。戦後のレコンストラクション中の1866年、これら2つの郡は住民投票でウエストバージニア州の一部となることを決め、ウエストバージニア州は50の郡ということになった。
ウエストバージニア州の成立でバージニア州はペンシルベニア州と境を接しなくなった。しかし、バージニア州とウエストバージニア州の境界がまだ変動要素があったものの、バージニア州の2つの郡は1866年にウエストバージニア州に入る道を選んだ。20世紀になってもバージニア州の北部山地の境界、バージニア州ロードーン郡とウエストバージニア州ジェファーソン郡の間には正確な境界線について論争があった。1991年両州議会は境界地域15マイル (24 km)を調査する境界委員会のための予算を付けた。

## レコンストラクション：1865年-1877年
バージニア州は、北軍の将軍ジョン・M・スコフィールドが改革派の会議で草案が作られた憲法に関する採決の承認を拒んだので、1869年まで軍政の支配下に留まった。グラント大統領は1869年に、憲法に関する採決、元反逆者から選挙権を取り上げる剥奪条項に関する採決、および州役職者の剥奪条項に関する採決を要求した。改革派は元将軍でスコフィールドに近い暫定知事であったヘンリー・H・ウェルズを指名した。民主党指導者は新機軸を出す時であると言ったウィリアム・マホーンであった。すなわち、民主党は解放された奴隷の公民権や選挙権を含め、戦争の結果を受け入れねばならなかった。マホーンはボルティモア・オハイオ鉄道を強力に過ぎるとして非難し、州の繁栄に繋がるバージニア州に基盤を置く新しい鉄道を要求した。中庸で実業を重んじる多くの共和党員に対してその持論が通った。
マホーンは知事候補にギルバート・C・ウォーカーを指名して当選させ、剥奪条項は成立しなかった。新しいアンダーウッド憲法は210,585票対9,136票で承認され、一方剥奪条項はそれぞれ124,715票対83,458票、124,360票対84,410票で否決された。バージニア州は他の南部州がレコンストラクション時代に経験したような政治腐敗や人種問題を経験しなかったが、バージニア州の白人は概して南部人の態度に典型的な苦渋を分かち合うことになった。

## 新しい南部　1877年-1913年
レコンストラクションに続く混乱の時代である1870年代後半に、バージニアでは再編党という政党が生まれた。いわゆる再編主義者は「富者の権力と確立された特権を破壊する」ことを目指し、公共教育を促進した。ウッドストックの弁護士ハリソン・H・リドルバーガーと元南軍の将軍で幾つかの鉄道会社の社長であるウィリアム・マホーンが指導した。マホーンは1870年頃から再編党が保守的民主党に支配権を譲る1883年まで、バージニア政界を支配した。
1870年代にはバージニアの政治家の間に分裂が起こった。バージニアの戦前の負債を減らすことを支持する者達（再編党）と、バージニアは全負債を利子を付けて支払うべきと考える者達（資金党）であった。戦前の負債とはバージニア公共事業局が監督した運河、道路、および鉄道といった主に公共設備の改良に対するものだった。1861年以前、州は有料道路、有料橋、運河、および水路と鉄道の輸送事業について4,800万ドル相当の株式を購入した。これらは南北戦争中に北軍によってひどく損傷を受けるか破壊された。これらの残っているものはほとんどウエストバージニア州となった地域に位置しており、「北部の者」が負った負債ということで、その償還を複雑な問題にした。
マホーンは1877年に民主党の知事候補になろうとして失敗した後、再編党の指導者となり保守的民主党と連携した。共和党と黒人は戦前の負債の削減と、新しいウエストバージニア州となった地域への負債の適当な割り付けを求めていた。それから数十年間、両州はバージニア政府の負債のうちの新しい州の取り分について論争した。この問題は最終的に1915年に決着がついた。この年合衆国最高裁判所はウエストバージニア州がバージニア州の負債$12,393,929.50を受け持つと裁定した。この負債の最終支払は1939年のことだった。
再編党は州の負債の「再調整」を約束し、人頭税を撤廃し、学校や他の公共施設に対する予算を増やすことを約束した。知事候補としてウィリアム・E・キャメロンを擁立して成功し、キャメロンは1882年から1886年まで務めた。マホーンは1881年から1887年までアメリカ合衆国上院議員を務めた。しかし、合衆国議会では主に共和党に接近した。1883年から1889年まで上院議員を務めた再編党の仲間ハリソン・H・リドルバーガーも同様だった。両者の上院議席は民主党に奪われた。
再編党のバージニア州政界支配は1883年まで続き、この年州議会の多数派の地位を失い、続いて民主党のフィッツヒュー・リーが1885年に州知事に選ばれた。マホーンは政界で活動を続けたが、上院議員への再選に失敗し、知事選（共和党員として）も落選した。リドルバーガーは1890年に、マホーンは1895年に死んだ。
再編党が消滅した後、バージニアはその後の80年間州の民主党の白人一党支配となった。白人による州議会は有権者登録を制限する法律を成立させ、白人の優越を取り戻し黒人による投票を減らした。1902年、バージニアは新しい憲法を採択し、人頭税と識字試験によって実質的に黒人の公民権を奪う有権者登録を定めた。南北戦争以来黒人が得たものや戦前の多くの教育を受けた自由黒人がいたにも拘らず、1904年の大統領選挙で黒人の投票率はゼロになった。公民権の剥奪は決定的なものであり長く続いた。1964年と1965年の連邦政府によつ公民権法の成立まで、黒人は選挙権を復活させ、他の基本的公民権を守る術は無かった。

## 戦争、不況および戦争　1913年-1950年
ペンタゴンは1943年に完成した。

## 大衆運動　1950年-1975年
公民権運動を参照。

## ポストモダーンの州　1975年-2007年
ワシントンD.C.近くの地域で展開される最近の政府拡張計画は北バージニアの経済に大きな影響を与え、それに続く防衛計画の拡大で地元に情報技術産業を生んだ。ハンプトン・ローズ地区は大きな成長を経験した。
1990年1月13日、ダグラス・ワイルダーはレコンストラクション時代以来合衆国では最初の黒人州知事となった。
2001年9月11日に同時多発テロではバージニアもターゲットとされ、アメリカン航空77便がハイジャックされてアーリントン郡のペンタゴンに突っ込んだ。

## 地方、地域的政治構造、協働問題
1871年の憲法改定で合法となったバージニア州の独立市はアメリカではあまり見られないものである。合併法とも組み合わされ、ハンプトン・ローズ地域の最南部のほぼあらゆる地域社会で独立市になる動機と方法が整えられた。この状況で、地域社会は互いに平等であり、多くの社会にいるものには大きな怖れでもあった隣接地域からの併合という心配もなくなった。
しかし、この変遷は奇妙な地域も作った。グレート・ディズマル・スワンプの全地域は「完全に市に囲まれた」形になった（チェサピーク市とサフォーク市）。伝統ある都市の中で人口の少ない場所を想像するのは難しいが、ニューヨーク市のセントラル・パークを想像してみればよい。
合併した町は郡の中にあるが、独立市は別物である。町も市も長い間、郡から取り込まれていない地域を併合する基本条件を規定したバージニアの合併法によって、強力な道具を保持していた。しかし、合併法は長い間多くの指導者にとっては地域社会の間に癒えるまでに多くの年月を要する傷をもたらすような地域協力への障壁になると考えられてもおり、またある個人には否定的に作用し、割の合わないものであった。
大都市や隣接郡による大きな合併については、バージニア州議会の行動で20世紀遅くに猶予期間が設けられてきた。他の変化では都市が町に戻り郡に再度組み入れられることも許してきた。サウスボストンやクリフトンフォージはそのような行動を取り、他にも幾つかの小都市がその検討をしている。さらに地域社会間の地域協力の中には、主な例として新しい地域刑務所という形で予算的な動機を議会が与えることで刺激されているものもある。

## インディアン部族の現在
多くの部族員は植民地の全体人口の中に吸収された。その部族としての同一性と遺産を守り継いだものもいた。先祖伝来の地を守った他の活動的部族のグループもいる。
現在、アメリカ連邦政府は、この州のインディアン部族を「すべて絶滅した」として存在を認めていない。しかし、州政府は彼らの要求に応じ、7つの部族を公式認定している。（保留地（Reservation）は無い）　多数の部族が引き続きアメリカ連邦の公式承認を要求している。
≪アメリカ連邦政府が承認していないが、州が認定しているインディアン部族≫
- 「チッカホミニー族」
- 「東部チッカホミニー族」
- 「モナカン族」
- 「ナンセモンド族」
- 「パムンキー族」
- 「上部マッタポニ族」
- 「ラッパハンノック族」

彼らの「インディアン部族としての存在を認知させたい」という関心は、「ジェームズタウン400周年祭」の際に高まった。州の祝賀行事ではインディアンが州に貢献したことを祝福するために特に目立つ役割を割り当てた。
一方、ニューイングランドのインディアン部族が結成する「ニューイングランド・アメリカインディアン連合」は、白人の入植を祝う「ピルグリムファーザーズ」の「上陸記念感謝祭」にぶつけて同じ日に、「全米哀悼の日」のデモ抗議を毎年行っている。

### 二次史料
- Boyer, S. Paul., Clark Jr., E. Clifford., Kett, Joseph., Salisbury, Neal., Sitkoff, Harvard., and Woloch, Nancy. "The Enduring Vision: A History of the American People". Fourth Edition. pp39 and 41. (2000)
- Brundage, W. Fitzhugh. Lynching in the New South: Georgia and Virginia, 1880-1930 (1993)
- Buni, Andrew. The Negro in Virginia Politics, 1902-1965 (1967)
- Crofts, Daniel W. Reluctant Confederates: Upper South Unionists in the Secession Crisis (1989)]
- Ferrell, Henry C., Jr. Claude A. Swanson of Virginia: A Political Biography (1985) early 20th century
- Gilliam, George H. "Making Virginia Progressive: Courts and Parties, Railroads and Regulators, 1890?1910." Virginia Magazine of History and Biography 107 (Spring 1999): 189-222.
- Heinemann, Ronald L. Depression and the New Deal in Virginia: The Enduring Dominion (1983)
- Heinemann, Ronald L. Harry Byrd of Virginia(1996)
- Heinemann, Ronald L. "Virginia in the Twentieth Century: Recent Interpretations." Virginia Magazine of History and Biography 94 (April 1986): 131-60.
- Kerr-Ritchie, Jeffrey R. Freedpeople in the Tobacco South: Virginia, 1860-1900 (1999)
- Key, V. O., Jr. Southern Politics in State and Nation (1949), important chapter on Virginia in 1940s
- Lankford, Nelson. Richmond Burning: The Last Days of the Confederate Capital (2002)
- Lassiter, Matthew D., and Andrew B. Lewis, eds. The Moderates’ Dilemma: Massive Resistance to School Desegregation in Virginia (1998)
- Lebsock, Suzanne D. "A Share of Honour": Virginia Women, 1600-1945 (1984)
- Link, William A. A Hard Country and a Lonely Place: Schooling, Society, and Reform in Rural Virginia, 1870-1920 (1986)
- Martin-Perdue, Nancy J., and Charles L. Perdue Jr., eds. Talk about Trouble: A New Deal Portrait of Virginians in the Great Depression (1996)
- Moger, Allen W. Virginia: Bourbonism to Byrd, 1870-1925 (1968)
- Muse, Benjamin. Virginia's Massive Resistance (1961)
- Parramore, Thomas C., with Peter C. Stewart and Tommy L. Bogger. Norfolk: The First Four Centuries (1994)
- Pulley, Raymond H. Old Virginia Restored: An Interpretation of the Progressive Impulse, 1870-1930 (1968)
- Shiftlett, Crandall. Patronage and Poverty in the Tobacco South: Louisa County, Virginia, 1860-1900 (1982), new social history
- Smith, J. Douglas. Managing White Supremacy: Race, Politics, and Citizenship in Jim Crow Virginia (2002)
- Sweeney, James R. "Rum, Romanism, and Virginia Democrats: The Party Leaders and the Campaign of 1928" Virginia Magazine of History and Biography 90 (October 1982): 403-31.
- Wilkinson, J. Harvie, III. Harry Byrd and the Changing Face of Virginia Politics, 1945-1966 (1968)
- Wynes, Charles E. Race Relations in Virginia, 1870-1902 (1961)

### 一次史料
- Jefferson, Thomas. Notes on the State of Virginia
- Duke, Maurice, and Daniel P. Jordan, eds. A Richmond Reader, 1733?1983 (1983)
- Eisenberg, Ralph. Virginia Votes, 1924-1968 (1971), all statistics